# 록맨 대시
록맨 대시(ロックマンDASH)는 캡콤이 제작한 록맨의 세부 시리즈이다. 본래의 록맨 게임들이 2D 플랫폼 게임플레이에 치중된 것과는 달리 대시는 탐험과 이야기가 중심인 3D 액션 어드벤처 게임이다. 제목의 대시는 '디가우터가 보내는 평온한 나날의 여정 (Digouter's Adventure Story in Halcyon Days)'의 줄임말이다. 북미 및 유럽 지역에선 메가맨 레전즈(Mega Man Legends)라는 제목으로 발매됐다.

## 배경 및 줄거리
록맨 대시는 오리지널 록맨과 록맨 X로부터 수천 년 후, 정확히는 제6천년기 이후의 지구가 주무대이다.  지상 대부분이 물에 잠기면서 간간히 있는 작은 대륙과 섬들에서만 인류가 잔존한 상태로, 극심한 자원난을 극복하기 위해 고대 유적에서 자원을 발굴하는 '디가우터(Digouter)'들이 등장했다. 또한 이 시대의 인류는 인간과 로봇간의 구분이 완전히 소멸했고, 누구든지 자유롭게 몸을 개조하는 문화가 번성해 인간들 사이에선 온몸에 부품을 장착한 사이보그같은 이들도 우후죽순으로 생겼다.
주인공 록 볼넛은 고고학자 집안인 캐스켓 가족과 함께 다니는 디가우터의 일원으로, 곳곳의 유적들에서 에너지원 디플렉터(Deflactor)를 캐는 것이 주일상이다. 그는 자기를 기른 배럴 캐스켓의 딸이자 롤 캐스켓의 어머니 마틸다 캐스켓의 행방에 대해 추적하는 도중, 자신의 불분명한 출생배경의 비밀이 고대 문명과 연관돼있다는 사실을 알게되면서 점차 큰 사건에 휘말리게 된다.

### 등장인물
- 록 볼넛(Rock Volnutt, 영어판은 메가맨 볼넛 / Mega Man Volnutt)은 록맨 대시 시리즈의 주인공이다. 니노 섬의 유적에서 데이터와 함께 크리스털 안에 봉인된 상태로 발견돼, 그를 발굴한 배럴 캐스켓이 데려가 키웠다. 그와 롤 캐스켓의 보호 아래서 성장하면서 자연스레 디가우터가 되어, 캐스켓 가족과 함께 전세계의 유적을 다니면서 조사하게 됐다. 유적들을 조사하면서 점차 자신과 고대 문명 간에 연결고리를 깨닫게 된다.
- 롤 캐스켓(Roll Caskett)은 록의 양누이이자 디가우터 동료이다. 록이 유적을 탐사할 때 오퍼레이터로서 라디오 통신을 통해 유용한 정보를 알려주고 지도하는 역할을 한다. 평상시엔 록을 위해 무기를 제작하고 강화해주기도 한다. 오래 전에 행방불명이 된 부모를 찾기 위해 여행을 계속하고 있다.
- 배럴 캐스켓(Barrell Caskett)은 롤의 할아버지이다. 록이 합류하기 전엔 디가우터로서 활발하게 다니던 저명한 교수로, 고대 문명에 대한 연구를 이어나가고 있다. 니노 섬에서 록을 발견한 장본인으로, 롤의 부모가 사라진 후 그를 가족에 입양했다.
- 데이터(Data)는 록과 함께 발견된 작은 원숭이 로봇이다. 애완동물처럼 록 일행의 주위를 떠돌면서 게임의 세이브를 담당하는 식으로 록의 모험을 돕는다.
- 본 일당(The Bonne)은 자그마한 로봇 꼬붕들을 데리고 다니는 해적으로, 재정난을 타파하기 위해 한탕을 노리고 유적이 있는 섬들에 습격을 일삼는 삼인방이다. 티젤 본(Teisel Bonne)은 주로 부하들에게 명령을 내리고 작전을 지휘하는 본 일당의 두목이고, 트론 본(Tron Bonne)은 전투를 위한 메카와 꼬붕들을 제작하는 기술자이며, 본 본(Bon Bonne)은 뒤치닥거리를 하며 게릴라 공격을 하는 아기 형태를 한 로봇이다.

## 게임
첫번째 작품 《록맨 대시: 강철의 모험심》은 1997년 플레이스테이션으로 발매됐다. 록 볼넛과 일행이 방문한 케틀옥스 섬에 감춰진 비밀을 파헤치는 내용이 중심이다.
같은 기종으로 1999년에 발매된 프리퀄 《트론과 꼬붕》은 트론이 케틀옥스에 가기 전에 빚쟁이와 엮이면서 겪는 사건을 다뤘다.
두번째 작품 《록맨 대시 2: 위대한 유산》은 2000년에 마찬가지로 플레이스테이션으로 발매됐다. 1편에서의 사건에서 예고됐던 고대 문명과 캐스켓 가족의 미스터리를 푸는 내용이다.

### 기타
록맨 대시의 등장인물들은 캡콤의 다른 게임들에도 출연했다. 본작의 악당 트론 본은 2000년 대전 격투 게임 《마블 vs. 캡콤 2》에서 플레이 가능한 캐릭터로 데뷔했고, 2011년 《마블 vs. 캡콤 3》에서도 연달아 등장했다. 한편 록 볼넛은 2008년 다쓰노코 프로덕션와의 크로스오버 작품 타츠노코 vs. 캡콤에 참전했다.

## 개발
록맨 대시는 이나후네 케이지가 추진한 기획으로, 기존 시리즈의 틀에서 완전히 탈피하기 위해 당대 화두로 떠오르던 3D 폴리곤 환경으로 옮겨 제작한 게임이다.